# Ochthebius grandipennis
Ochthebius grandipennis är en skalbaggsart som beskrevs av Leon Fairmaire 1879. Ochthebius grandipennis ingår i släktet Ochthebius och familjen vattenbrynsbaggar. Inga underarter finns listade i Catalogue of Life.